# Hanumali, Holalkere
Hanumali là một làng thuộc tehsil Holalkere, huyện Chitradurga, bang Karnataka, Ấn Độ.